# امپرس‌اندوان
اِمپِرس‌اَندوان (کره‌ای: 앰퍼샌드원؛ لاتین‌نویسی اصلاح‌شده: Aempeosaendeuwon) یک گروه پسرانۀ اهل کره جنوبی است که زیر نظر اف‌ان سی‌اینترتینمنت فعالیت می‌کند. این گروه از هفت عضو تشکیل شده است: کمدن، برایان، جیهو، شیان، کایرل، مکیا و سونگمو. آن‌ها در ۱۵ نوامبر ۲۰۲۳ با آلبوم تک‌آهنگ امپرس‌اند وان شروع به کار کردند.

## نام
امپرس‌اندوان از نماد «& (آمپرسند)» و کلمه «یک» است. این نام نشان‌دهندۀ آرزوی گروه «برای رسیدن به رویاهای خود با گرد هم آمدن به‌عنوان یک گروه» است.